# Kleingebiet Szob
Das Kleingebiet Szob (ungarisch Szobi kistérség) war bis Ende 2012 eine ungarische Verwaltungseinheit (LAU 1) im Norden des Komitats Pest in Mittelungarn. Während der Verwaltungsreform Anfang 2013 wurden alle 13 Ortschaften des nördlichsten Kleingebiets in den nachfolgenden Kreis Szob (ungarisch Szobi járás) übernommen, welcher noch um vier Ortschaften (mit der Stadt Nagymaros) aus dem Kleingebiet Vác erweitert wurde.
Ende 2012 lebten auf einer Fläche von 312,62 km² 12.185 Einwohner. Die Bevölkerungsdichte des bevölkerungsärmsten Kleingebiets (39 Einwohner/km²) war zugleich auch die niedrigste im Komitat.
Der Verwaltungssitz befand sich in der einzigen Stadt Szob (2.806 Ew.). Die 12 Gemeinden (ungarisch község) hatten eine durchschnittliche Einwohnerzahl von 782 Einwohnern (auf je 24,55 km² Fläche).

## Ortschaften
| Bernecebaráti | Ipolydamásd  | Ipolytölgyes | Kemence   | Kóspallag |
| Letkés        | Márianosztra | Nagybörzsöny | Perőcsény | Szob      |
| Tésa          | Vámosmikola  | Zebegény     |           |           |